# Ramón Vázquez García
Ramón Vázquez García (Alcalá de Guadaíra, 14 febbraio 1964) è un ex calciatore spagnolo, di ruolo attaccante.

## Biografia
Dopo il ritiro dal calcio giocato, ha lavorato come osservatore.
Suo padre Eugenio Vázquez fu un calciatore del Real Betis negli anni '50.
Anche suo figlio Javi Vázquez è un calciatore professionista, di ruolo difensore.

## Carriera

### Club
Prodotto del settore giovanile del Siviglia, esordì in prima squadra nella Liga il 17 aprile 1983 in Salamanca-Siviglia (2-3) e in quell'occasione realizzò anche la sua prima rete in campionato, aprendo le marcature per gli andalusi.
Non trovando molto spazio in squadra, nella stagione 1985-1986 andò in prestito al Recreativo Huelva di Víctor Espárrago, nella Segunda División. Grazie a quell'esperienza, al rientro al Siviglia si ritagliò un ruolo più importante in squadra.
Giocò in Coppa UEFA nella stagione 1990-1991 con il Siviglia, all'epoca allenato da Vicente Cantatore.
Nel 1992 in scadenza con il Siviglia, firmò un pre-contratto con il Deportivo La Coruña, ma a causa di un grave infortunio subito nel finale di stagione a Siviglia, non poté mai esordire con il club galiziano.
Nella stagione 1993-1994, giocò con l'Albacete per una stagione, ritrovando Espárrago in panchina. A fine anno, Vázquez fu vicino al trasferimento al Salamanca, ma infine optò per il ritiro dal calcio giocato, all'età di 30 anni. Ha collezionato 232 presenze e 45 gol nella Liga spagnola, principalmente con la maglia del Siviglia. 

### Nazionale
Ha militato nelle nazionali giovanili spagnole, disputando in particolare le qualificazioni alle Olimpiadi del 1988, senza però poi essere convocato per la fase finale in Corea del Sud.
Nel 1987 esordì con la Nazionale maggiore al Camp Nou contro i Paesi Bassi.
Collezionò in totale tre presenze con la Nazionale maggiore e un gol, segnato contro l'Inghilterra.